# Бичинико
Бичинико (итал. Bicinicco) је насеље у Италији у округу Удине, региону Фурланија-Јулијска крајина.
Према процени из 2011. у насељу је живело 796 становника. Насеље се налази на надморској висини од 34 м.

## Становништво
| 1931. | 1936. | 1951. | 1961. | 1971. | 1981. | 1991. | 2001. | 2011. |
| ----- | ----- | ----- | ----- | ----- | ----- | ----- | ----- | ----- |
| 1.941 | 1.852 | 2.032 | 1.894 | 1.752 | 1.831 | 1.779 | 1.832 | 1.922 |